# Urocitellus elegans
Urocitellus elegans is een zoogdier uit de familie van de eekhoorns (Sciuridae). De wetenschappelijke naam van de soort werd voor het eerst geldig gepubliceerd door Robert Kennicott in 1863.

## Voorkomen
De soort komt voor in de Verenigde Staten.